# チロル

ユーロリージョン「チロル＝南チロル＝トレンティーノ」を構成する3地域
チロル州（北チロル・東チロル）
（ オーストリア）
ボルツァーノ自治県（南チロル）
（ イタリア）
トレント自治県（トレンティーノ）
（ イタリア）

チロル、ティロール（独: Tirol、英: Tyrol）は、ヨーロッパ中部にある、オーストリアとイタリアにまたがるアルプス山脈東部の地域である。大部分の住民はドイツ系（バイエルン人・アレマン人の一部）で、イタリア側においても初等教育よりドイツ語が使用されている。
中世以来ハプスブルク家の所領であった「チロル伯領」にあたる地域で、第一次世界大戦後にオーストリアとイタリアに分割され、今日に至る。オーストリア側の北チロル (Nordtirol) と東チロル (Osttirol) はチロル州に属している。イタリア側の地域のうち、南チロル (Südtirol) はボルツァーノ自治県として、また「ヴェルシュチロル」(Welschtirol) とも呼ばれたトレンティーノはトレント自治県として、それぞれ独立の県となっている。この2県を合わせてトレンティーノ＝アルト・アディジェ特別自治州を構成する。
チロル州とボルツァーノ自治県・トレント自治県はユーロリージョン「チロル＝南チロル＝トレンティーノ」を構成しており、これがかつての「チロル伯領」とほぼ一致する。

## 名称

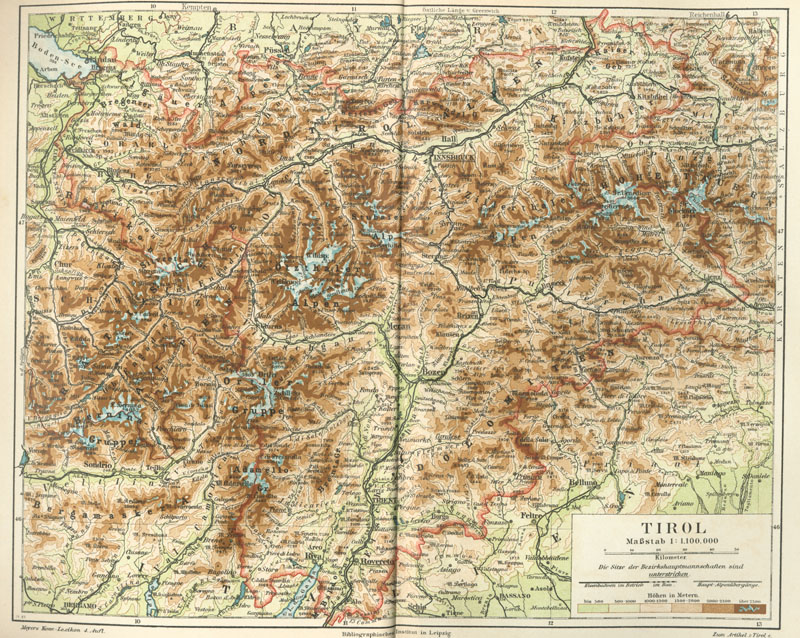
チロルの地図（1888年）

「チロル」という広域地名は、南チロル（ボルツァーノ県）のメラン（イタリア語名メラーノ）近郊にあるチロル（イタリア語名ティローロ）に起源を持つ。ここにあるチロル城の城主であったチロル伯が勢力を拡大した結果、その領地全体が「チロル」と呼ばれるようになった。
現地のバイエルン語ではTiaroi（ティアロル）、ドイツ語ではTirol [tiróːl]（ティロール）、イタリア語ではTirolo（ティローロ）と呼ばれる。また英語ではTyrol [tiróul]（ティロウル）となる。
日本語ではドイツ語名をローマ字読みした「チロル」が広く使われているが、ti と chi の発音を区別する意図から最近は「ティロル」という表記もみられる。

## 歴史
チロルは地政学上、南ドイツの都市郡とイタリアを結ぶアルプス越えの要衝である。

### 古代
現在のチロルの地域に人類が居住し始めたのは中石器時代にまでさかのぼるが、ローマ帝国領となる前にここに住んでいたラエティア人について詳しいことは知られていない。紀元前15年にティベリウスと大ドルススはこの地を征服してローマ帝国の版図に加え、ラエティア属州とノリクム属州を設置した。

### 中世
西ローマ帝国の衰退後は東ゴート王国の、次いでバイエルン部族大公の支配下に入った。

#### 司教領の成立とチロル伯の台頭

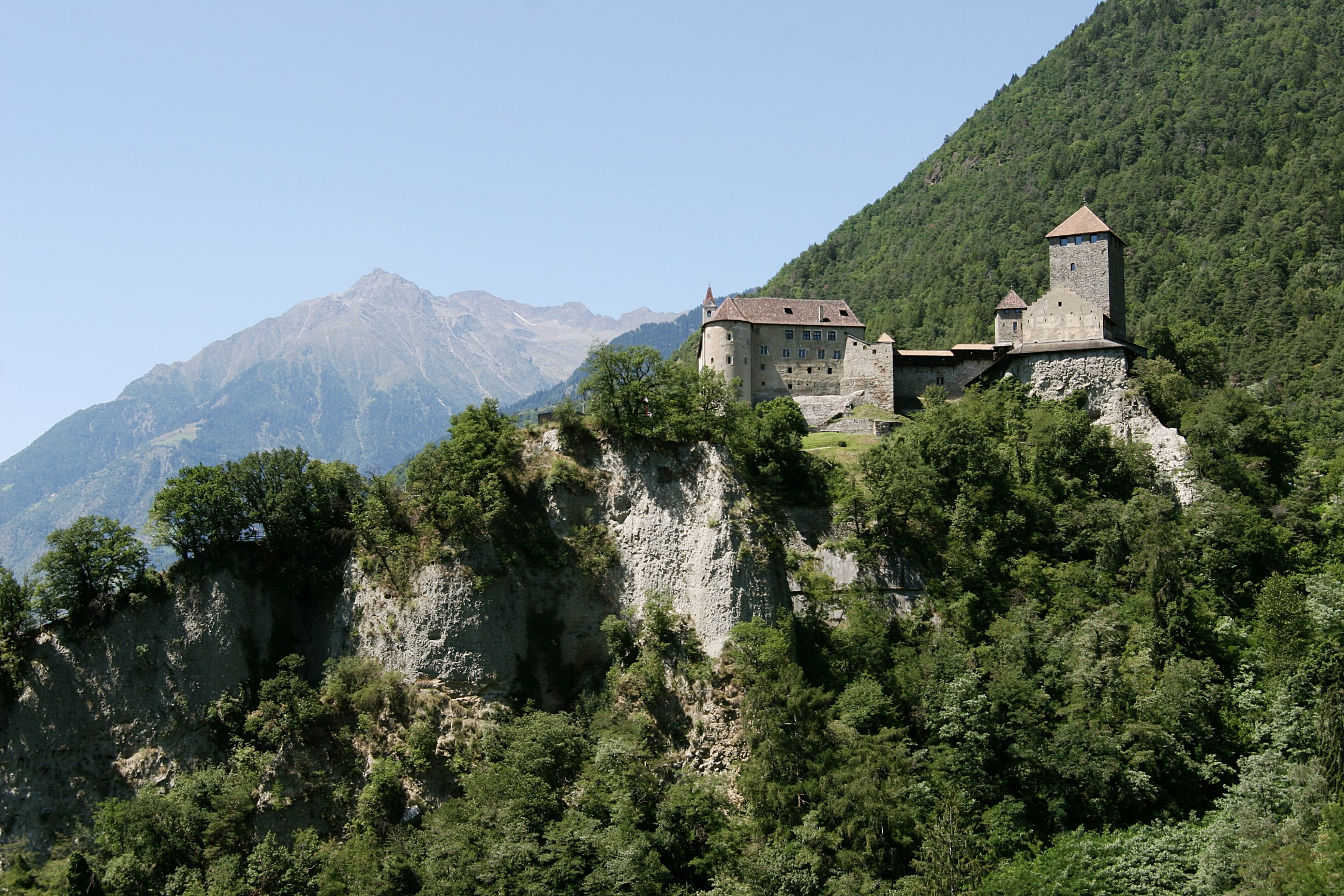
「チロル」という広域地名の由来となったチロル伯の居城・チロル城。南チロル・メラン（現在はイタリア領のボルツァーノ自治県メラーノ）近郊のチロル（ティローロ）にある

1027年、神聖ローマ皇帝コンラート2世は、ブリクセン司教とトリエント司教を神聖ローマ帝国の帝国諸侯とした。これにより、両司教領はバイエルンから切り離された。神聖ローマ皇帝は、伝統的にローマでローマ教皇から戴冠されるものと考えられており、アルプスの安全な通行が求められたのである。実際、両司教はさまざまな圧力にもかかわらず、帝国に対して忠実であった。その後数世紀をかけて両司教の世俗の権力が低下すると、代わって新たな勢力がこの地方に台頭することになった。
メラン（メラーノ）に近いティロール（ティローロ）のティロール城を拠点としたティロール伯（以下、「チロル伯」と記す）は、トリエントとブリクセンの両司教に臣従し、12世紀以後は代官に任じられて両司教領の運営にあたった。力を蓄えたチロル伯はやがて両司教の領主権を侵奪した。13世紀半ばにチロル伯位はアルベルト3世から娘婿のゲルツ伯マインハルト1世 (it:Mainardo I di Tirolo-Gorizia) へと継承され、マインハルト1世はティロール＝ゲルツ伯となった（この家系はゲルツ伯家、マインハルト家と呼ばれる）。マインハルト1世の子のマインハルト2世は、さらにケルンテン公にも就いた。
広域地名としての「チロル」という名称は、13世紀頃に成立した。それまでこの地方は Land im Gebirge あるい Land der Gebirge（「山岳の地」）と総称されていたが、1248年の文献で dominium comitis Tyrolis、すなわち「ティロール伯の領域」の名で呼ばれている。ダンテの『神曲』（14世紀初頭成立）にも、ティロル地方は "Tiralli" として言及されており（"Suso in Italia bella giace un laco, a piè de l'Alpe che serra Lamagna sovra Tiralli, c'ha nome Benaco"（地獄篇 XX, 61-63））、ドイツとイタリアの間にある広大な領域としてみなされている。

#### ハプスブルク家による統治

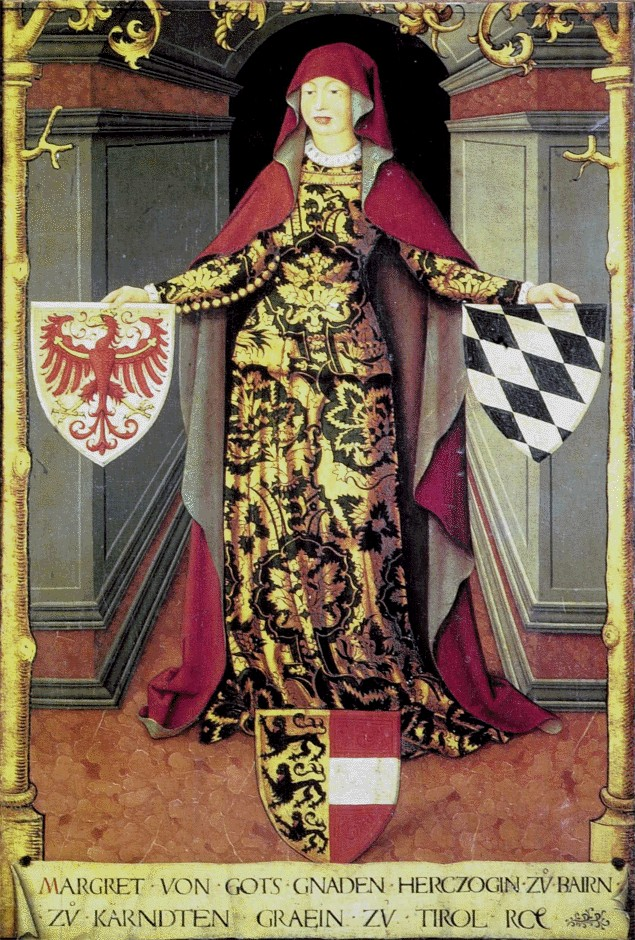
チロル女伯マルガレーテ・マウルタッシュ。“マウルタッシュ”は醜女を意味するあだ名である

1335年、ゲルツ伯家のハインリヒ6世が没し、唯一の女子マルガレーテ・マウルタッシュが伯位を継承したが（チロル女伯）、領土の相続をめぐってルクセンブルク家、ヴィッテルスバッハ家、ハプスブルク家が介入し、混迷に陥った。このような経緯からか、チロルには谷ごとに独立した自治共同体が存在した。
1363年、ハプスブルク家のオーストリア公ルドルフ4世は、マルガレーテを退位させて強引にチロル伯領を継承、以後チロル地方はハプスブルク家の統治下におかれる。「チロル伯領」の首都は、1418年にメラーノに移転し、ついでインスブルックに移る（ただし公式には1848年までメラーノが首都であった）。
15世紀後半のマクシミリアン1世の治世時には銀や銅、塩の鉱山が点在していたことから、ハプスブルク家は莫大な収益を上げていた。

### 近代・現代

#### ナポレオンとチロル
ナポレオン戦争中、1803年のリュネヴィルの和約によって両司教は世俗の領主権を否定され、両司教領はティロル伯の称号を有するハプスブルク家（オーストリア）に与えられた。1805年にアウステルリッツの戦いでオーストリア帝国が敗北すると、同年のプレスブルクの和約によってフランス帝国の同盟国であるバイエルン王国へ割譲された。しかし頑固で誇り高いことで知られるチロル人はこの決定を良しとせず、1809年にアンドレアス・ホーファーを指導者として蜂起し、フランス・バイエルン連合軍を2度にわたって破った。ホーファーは3回目の戦いに敗れて捕縛・処刑されたものの、現在でもチロルのみならずオーストリア全土で英雄として讃えられている。
結局バイエルンによる支配は長続きせず、1810年に南チロルはナポレオンのイタリア王国に譲渡される。ナポレオンの没落後、ウィーン会議によってチロルはオーストリア帝国へ復帰した。

#### オーストリア帝国の統治

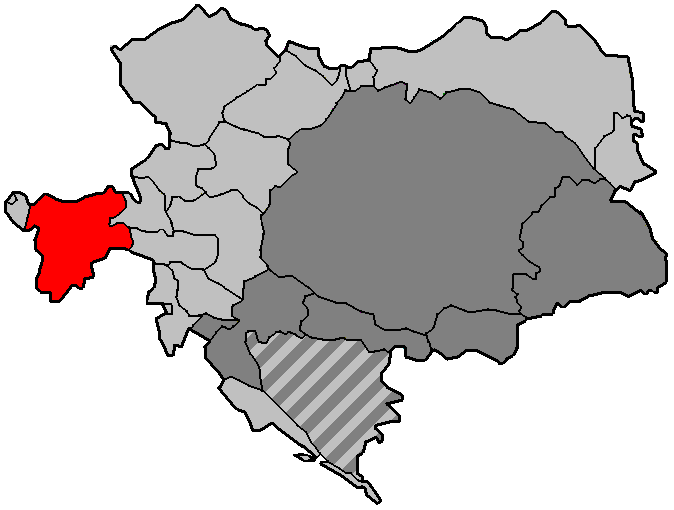
オーストリア＝ハンガリー帝国におけるチロル伯領（1914年）

オーストリア帝国の一部としての「チロル伯領」は、1867年のアウスグライヒ以後はオーストリア帝冠領に属した。
1861年、イタリア統一を果たして成立したイタリア王国であったが、その領域外に「イタリア人」が暮らす地域（未回収のイタリア）があったことから、これらをイタリア王国に編入しようとする民族統一主義が生み出されることとなった。南ティロル・トレンティーノもその目標の一つであった。
第一次世界大戦においてイタリアは、当初は中立を宣言したが、1915年4月にロンドンにおいて協商国側との間でオーストリアからの「未回収地」の割譲を条件として参戦する旨の秘密協定（ロンドン条約）を締結し、5月24日に参戦した。

#### 第一次世界大戦以後
1918年11月3日の休戦協定以降、イタリアは南チロルに軍を駐留させた。1919年9月10日に調印されたサン＝ジェルマン条約によって南チロルおよびトリエントはイタリア王国へと割譲され、「ボルツァーノ県」「トレント県」となった。このほか、ティロール伯領に含まれていたコルティーナ・ダンペッツォとリヴィナッロンゴ・デル・コル・ディ・ラーナがイタリア領に移っている。残る地域は第一共和政オーストリアの連邦州「チロル州」となった。
イタリア王国の統治下では、地域をかつての「チロル」の名称で呼ぶことは禁止された。1922年にムッソリーニ政権が誕生すると、イタリア化政策が推進された。一方、1938年には独墺合邦（アンシュルス）が行われ、チロル州はドイツ領となった。1939年、ムッソリーニとヒトラーは、南チロル／ボルツァーノ県の住民に、ドイツ領土に移住させるかイタリア国内で同化させるかすることで合意する (South Tyrol Option Agreement) 。
第二次世界大戦後期の1943年、イタリア王国（バドリオ政権）が連合国に降伏すると（イタリアの講和）、直ちにドイツ軍はイタリア北部を占領した。名目上イタリア社会共和国に属するとされたものの、事実上ドイツに編入された。

#### 第二次世界大戦以後
1945年5月のドイツ降伏に先立ち、4月27日にドイツからの独立を宣言したオーストリアの臨時政府（連合軍軍政期 (オーストリア) 参照）は、1938年のアンシュルスの無効を宣言し、チロル州はオーストリア領に復帰した。南チロル／ボルツァーノ県でも南ティロル人民党が結成するなどオーストリアへの「復帰」を求める動きが高まった。
1946年9月5日、パリにおいてイタリア共和国のデ・ガスペリ首相兼外相とオーストリアのカール・グルーバー外相との間で会談が行われ、グルーバー＝デ・ガスペリ協定 (Gruber–De Gasperi Agreement) が結ばれた。南チロル／ボルツァーノ県のイタリア領有を確定させ、南チロルのドイツ語系住民への自治権の付与について合意するものであった（なお、デ・ガスペリはトレント県出身、グルーパーはインスブルック出身である）。
しかし、イタリア政府によって実施された政策は、当地のドイツ語系住民もオーストリア政府も満足するものとはならなかった。不満を高めた南チロル／ボルツァーノ県では、「南チロル解放委員会」 (South Tyrolean Liberation Committee) をはじめとする急進的な自治主義者・分離主義者の組織が結成され、1950年代半ば以降テロ活動が続発した。1960年には国際連合でも議題にあげられ、国連総会決議1497号で平和的解決が求められた。
1969年、イタリアとオーストリアは、自治権の拡大による南チロル問題解決について合意し、1971年に新たな条約が調印・批准された。以後、1972年にトレンティーノ＝アルト・アディジェ州に大きな自治権を付与している。
1995年、オーストリアが欧州連合（EU）に加盟。1996年にはユーロリージョン「チロル＝南チロル＝トレンティーノ (Tyrol–South Tyrol–Trentino Euroregion) 」が設立され、国境を越えた協力関係がより盛んになった。

## 経済・産業
この地域には1895年に創立されたクリスタルガラス製造会社、スワロフスキー（インスブルック＝ラント郡ヴァッテンス）がある。

## 参照

### 書籍
- 『チロル案内』、津田正夫、1968年、暮しの手帖社
- 『ザルツブルクとチロル アルプスの山と街を歩く』、2013年、ダイヤモンド社

### ドキュメンタリー
- 一本の道「チロルの里を歩く～オーストリアからドイツへ」（2017年7月25日、NHK-BS）[1][2]